# Jon Nod
Jon Nod (Jon Álvarez), nacido el 21 de junio de 1982, es un cantante español del género Indie Folk. Nació en Gijón, Asturias, España.
"Supuestamente, Caín se desterró a la tierra de Nod, al Este del Edén. Allí fue presa de pesadillas diurnas, y cada noche se convirtió en un sendero doloroso que va desde la ignorancia hasta la verdad."
Bajo estas condiciones, Jon Álvarez recorre un largo camino en sus canciones en busca de la verdad que se esconde en el ser humano. Es sin duda una verdad oscura, a veces llena de dolor, que describe lo que se oculta, lo se quiere ocultar, o más bien lo que nadie desea oír. 
En sus inicios, formó parte del proyecto Xabel Vegas y Las Uvas de la Ira como guitarrista, y fue miembro fundador del grupo asturiano Amazing Grace, recorriendo el sur de Francia presentando el único disco editado antes de la separación definitiva de la banda. Además, ha colaborado con otros grupos de carácter introspectivo como Smoth Beat, donde el sonido era trabajado de una forma más experimental a través de sintetizadores. 
Actualmente, en su etapa como solista, Jon deja a un lado el plano más vanguardista en la música y regresa a las raíces de la música popular, logrando un sonido más crudo que en algunos momentos evoca a The Velvet Underground, como la canción "13 segundos"; y otras veces alcanza un tono cercano al pop elegante, como en "Contradirección". 
Entre sus influencias musicales más importantes destacan: The Velvet Underground, Bonnie Prince Billy, Smog, Bill Calaham, Micah P. Hinson, Nick Drake, Leonard Cohen, Spiritualized, Thalia Zedek, Palace Brothers, Wil Oldham, Iron & Wine, Bright Eye, The Moldy Peaches, Nick Cave, Elliot Smith, Matt Elliot, Catpower, Dirty Three.